# Жеребцово (село, Новосибірська область)
Жеребцово (рос. Жеребцово) — село у Новосибірському районі Новосибірської області Російської Федерації.
Входить до складу муніципального утворення Плотниковська сільрада. Населення становить 215 осіб (2010).

## Історія
Згідно із законом від 2 червня 2004 року органом місцевого самоврядування є Плотниковська сільрада.

## Населення
| 2002 | 2007 | 2010 |
| ---- | ---- | ---- |
| 210  | ↗332 | ↘215 |